# مسافر ۵۷
مسافر ۵۷ (به انگلیسی: Passenger 57) نام یک فیلم سینمایی آمریکایی در ژانر اکشن و دلهره آور محصول سال ۱۹۹۲ میلادی به کارگردانی کوین هوکس است. در این فیلم بازیگرانی همچون وسلی اسنایپس، تام سایزمور، بروس گرینوود، بروس پین، الیزابت هارلی، رابرت هوکس، مایکل هورس و ارنی لایولی ایفای نقش کرده‌اند.

## داستان
یک تروریست بین‌المللی به نام کارلوس رنه (بروس پین) قصد دارد تا هواپیما ربایی انجام دهد اما مأمور سرسختی به نام جان کاتر (وسلی اسنایپس) که مأمور امنیت پرواز است مانع کار او می‌شود و…